# کاتارینا نایبرگ
کاتارینا نایبرگ (انگلیسی: Katarina Nyberg؛ زادهٔ ۱۶ november ۱۹۶۵ (۵۹ سال)) ورزشکار کرلینگ اهل سوئد است.